# Hister distans
Hister distans är en skalbaggsart som beskrevs av Fischer de Waldheim 1823. Hister distans ingår i släktet Hister och familjen stumpbaggar. Inga underarter finns listade i Catalogue of Life.